# Tadesse Mamecha
Tadesse Mamecha, conosciuto anche come Tadesse Mamecha Gebre-Tsadik (Debre Sina, 1941), è uno scultore etiope.
Studiò all'Accademia di belle arti di Addis Abeba per cinque anni, dal 1958 al 1962. Continuò i suoi studi all'Accademia di belle arti di Leningrad nell'Unione Sovietica dal 1963 al 1970, ottenendo un master in Belle Arti. Successivamente ritornò in Etiopia, dove insegnò all'Accademia dove fu allievo.
Le sue opere sono state esposte ad Addis Abeba, in Svezia ed in Danimarca. Il Museo Nazionale dell'Etiopia ne ha ospitate alcune dal febbraio del 2011. La sua scultura più famosa è "The Afar", situata davanti al Teatro nazionale.